# جلكى بحيرة ميلر
جلكى بحيرة ميلر (الاسم العلمي: Entosphenus minimus ) هي نوع من الحيوانات المائية يتبع جنس جلكى وتدية من فصيلة الجلكية.